# Jeanne Lanvin
Pour les articles homonymes, voir Lanvin.

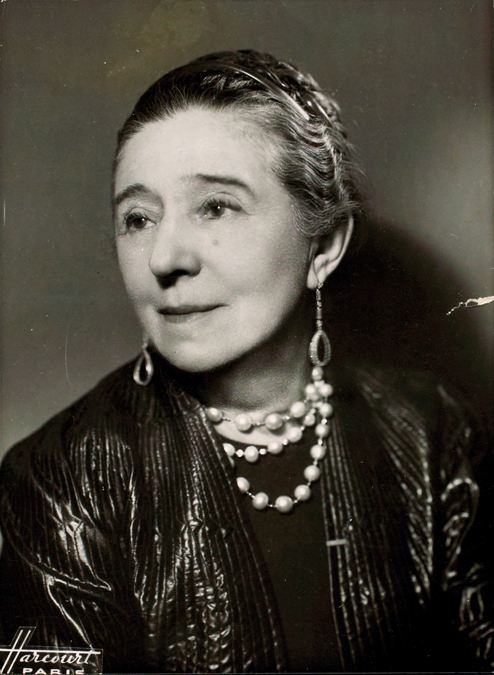
Photo Studio Harcourt.

Jeanne-Marie Lanvin, née le 1er janvier 1867 dans le 6e arrondissement de Paris et morte le 6 juillet 1946 dans le 7e arrondissement de Paris, est une grande couturière française.
Elle fonde la maison de haute couture parisienne qui porte son nom, la maison Lanvin, à la fin du XIXe siècle. De nos jours, bien que ne pratiquant plus la haute couture, cette maison se trouve être la plus ancienne maison de couture toujours en activité.

## Biographie
Jeanne Lanvin, née au 35, rue Mazarine à Paris, est l'aînée des onze enfants de Bernard-Constant Lanvin, employé de presse, et de son épouse, née Sophie Blanche Deshayes, couturière. Son grand-père, Firmin Lanvin, ouvrier typographe, permit à Victor Hugo de fuir Paris lors du coup d'État du 2 décembre 1851. La famille vit dans une grande pauvreté. Jeanne commence à travailler dès l'âge de treize ans, en 1880, comme garnisseuse dans la boutique de chapeaux de « Madame Félix », rue du Faubourg-Saint-Honoré à Paris et comme arpète chez la modiste « Boni ». Elle entre ensuite à la chapellerie Cordeau, qui l'envoie à Barcelone où elle tisse des liens professionnels et amicaux avec la couturière Caroline Montagne ; mais elle revient bientôt à Paris où, en 1885, elle ouvre, grâce à un louis d'or donné par une cliente et un crédit de trois cents francs accordés par quelques fournisseurs, son premier petit magasin de mode toujours dans la rue du Faubourg-Saint-Honoré, puis sa première boutique dans la rue Boissy d'Anglas, en 1889. Elle y vend ses propres collections, qui se composent encore surtout de chapeaux. 
Le 20 février 1896 à Paris 8e, elle épouse l'aristocrate italien Emilio di Pietro, dont elle divorce en 1903 après avoir donné naissance, en août 1897, à une fille, Marguerite, dite « Marie-Blanche ». Pour elle, Jeanne conçoit des robes qui lui inspirent très vite une collection pour enfants. Son talent se révèle si grand qu'une collection pour femmes est lancée en 1909. Depuis lors, c'est surtout pour ses robes que Jeanne Lanvin est connue. Son insistance pour les finitions de ses toilettes contribuèrent à sa renommée et elle représente alors la Parisienne. Jeanne Lanvin apprécie énormément les couleurs ; sa couleur fétiche le bleu Lanvin ou encore le rose Polignac en hommage à sa fille ou bien le vert Vélasquez sont des classiques de la maison. Pour conserver l'exclusivité de ses couleurs, elle fonde ses propres ateliers de teinture à Nanterre en 1923. Malgré cet amour pour les couleurs, Jeanne Lanvin affectionne particulièrement le noir qu'elle considère comme représentant le « chic ultime » et qu'elle devait porter toute sa vie.
Dès 1901 elle figure à l'Annuaire de la Mode française, qui réunit les créateurs, et crée le costume d'académicien d'Edmond Rostand. En 1909, la maison Lanvin, faisant désormais partie de l'élite, devient membre de la Chambre Syndicale de la Haute Couture.
Le 6 mars 1903, elle divorce de di Pietro et épouse quatre ans plus tard Xavier Mélet, ancien rédacteur au quotidien conservateur Le Temps et consul de France à Manchester.

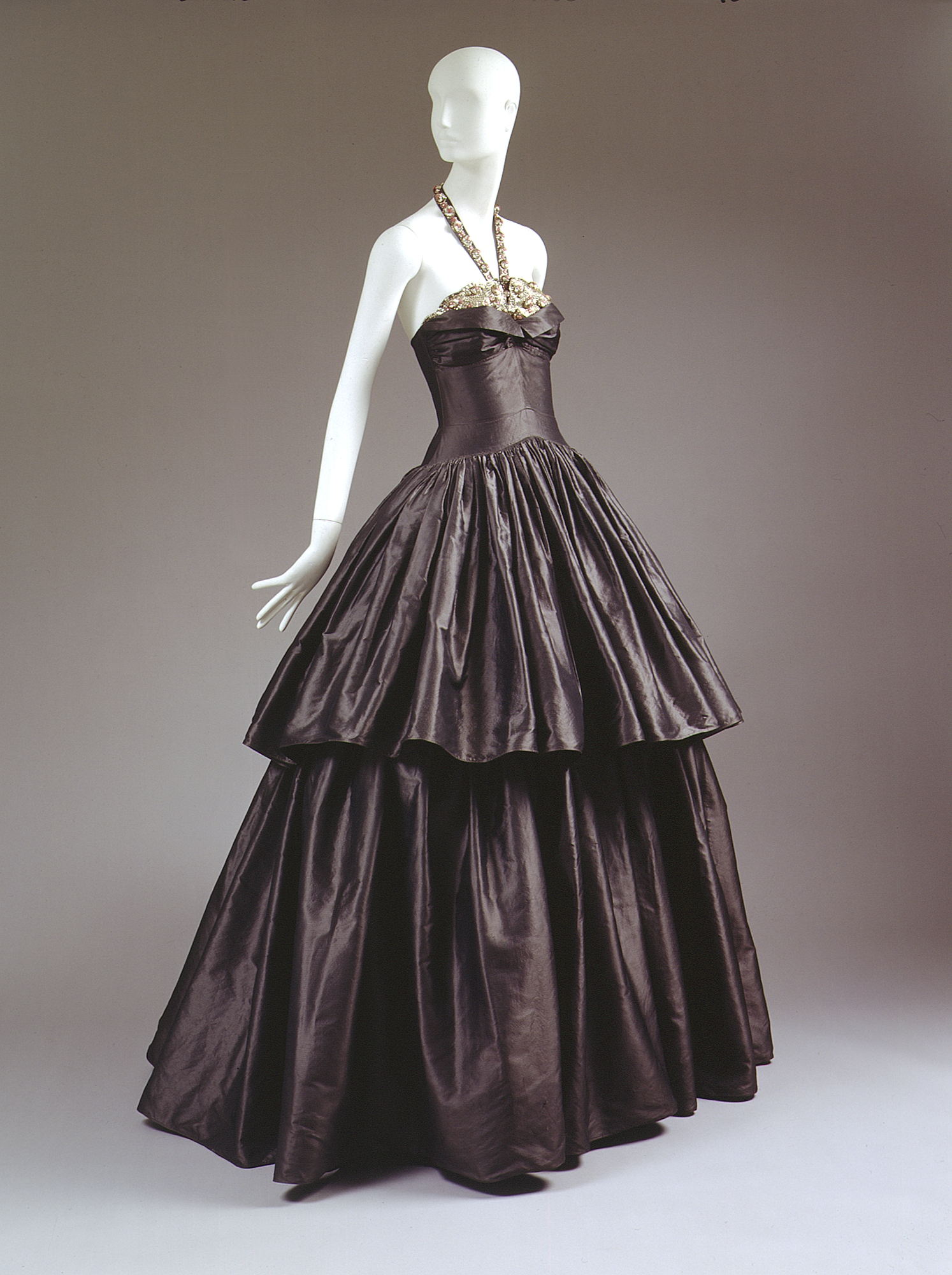
Robe de soirée « Cyclone » créée par Jeanne Lanvin, 1939.

Sa fille unique, Marguerite, dite Marie-Blanche (1897-1958), précédemment épouse de René Jacquemaire, petit-fils de Georges Clemenceau, et qui, le 28 avril 1924, épouse en secondes noces, le comte Jean de Polignac, devient la muse des musiciens de l'époque. Son salon est un lieu inséparable de la création musicale du XXe siècle. Pianiste de talent, dotée d'une très belle voix, elle est repérée par Nadia Boulanger qui l'invite à rejoindre sa formation, « L'Ensemble vocal », et à se produire sur scène, en France comme à l'étranger. Plusieurs écrivains et artistes, telles que Francis Poulenc Nadia Boulanger ou Louise de Vilmorin, lui dédièrent une de leurs œuvres. Marguerite dite « Marie-Blanche » reste pour sa mère une source d'inspiration essentielle. C'est pourquoi la maison Lanvin utilise une marguerite en guise de logo. 
Caractérisés par une élégance typiquement française, ses vêtements réussissent à souligner la personnalité de chacun sans nullement l'étouffer. Ils apparaissent fréquemment dans la Gazette du Bon Ton.
Les années 1920 voient un développement considérable de la maison Lanvin, ouvrant notamment le département Lanvin Décoration. En 1924, elle élargit son domaine d'activité aux parfums afin de financer la haute couture dispendieuse. Le premier, My Sin, est lancé en 1925. C'est vers cette époque qu'elle commence à collaborer avec le créateur Armand-Albert Rateau, qui s'occupe de la décoration de son hôtel particulier au 16, rue Barbet-de-Jouy, et de l'aspect intérieur de ses boutiques. De cette collaboration, il en sort une ligne d'intérieur, Lanvin Décorations. En 1926, suit aussi une collection pour hommes. En 1927, elle crée Jeanne Lanvin S.A. et ouvre de nombreuses succursales. La même année, son parfum Arpège est lancé. 
Grande rivale de Coco Chanel, Jeanne Lanvin est novatrice dans la technique de la coupe, le dépouillement des accessoires et ses créations dépassent celles de Chanel « en succès critique et en renommée » jusqu'en 1925.

## Décorations
- Officier de la Légion d'honneur (décret du 1er octobre 1938, insignes remis par Sacha Guitry le 10 novembre 1938 ; chevalier par décret du 9 janvier 1926, insignes remis par le professeur Jean-Louis Faure le 7 février 1926)[8]
- Commandeur du Nichan Iftikhar (1933)[8]
- Officier de l'ordre de Léopold II (1936)[8]
- Chevalier de l'ordre national Honneur et Mérite de la République d'Haïti (1936)[8]

## L'histoire de l'entreprise
Après la mort de Jeanne Lanvin en 1946, de nombreux stylistes continuèrent à créer au fil des années des articles de mode pour la maison Lanvin, entre autres sa fille Marie-Blanche (1946), qui resta propriétaire de la maison jusqu'à sa mort en 1958 et Claude Montana (1990). Jusqu'en 1989 Maryll Lanvin fut le dernier membre de la famille à y être designer.
Avec le temps, les propriétaires de la maison Lanvin changèrent plusieurs fois eux aussi. Jusqu'à la fin des années 1980, l'entreprise resta la propriété de la famille élargie, en dernier lieu sous Bernard Lanvin — un petit-neveu de Jeanne — et de sa femme Maryll. Au début de 1989, des nécessités financières contraignirent Bernard Lanvin à vendre 34 % de l'affaire à la Midland Bank londonienne. Au milieu de cette même année, la banque accrut sa part à 40 % et retira à Maryll Lanvin son poste de designer. Ses projets avaient été qualifiés de « jolis mais manquant de distinction » ,. Son successeur Claude Montana devait cependant avoir encore moins de succès. En 1990, Orcofi, issu de la famille Louis Vuitton, prit le contrôle du groupe, puis en 1990, L'Oréal entre dans l'entreprise fortement endettée. Jusqu'en 1996, L'Oréal acheta peu à peu la totalité des parts d'Orcofi. En 1993, on renonça à la haute couture et la maison Lanvin se limita par conséquent au commerce de parfum et aux licences ; le prêt-à-porter dont le succès était modeste — à l'époque on connaissait surtout des articles masculins comme les cravates et les chemises vendues en Duty Free — ne connut un renouveau progressif, grâce à L'Oréal, qu'à la fin des années 1990, et grâce aussi à Alber Elbaz. En 2001, la femme d'affaires chinoise Shaw-Lan Wang rachète la maison Lanvin à L’Oréal.

## Théâtre

### Costumes
- 1929 : Jean de la Lune de Marcel Achard, mise en scène Louis Jouvet, Comédie des Champs-Élysées
- 1929 : Amphitryon 38 de Jean Giraudoux, mise en scène Louis Jouvet, Comédie des Champs-Élysées
- 1931 : Une taciturne de Roger Martin du Gard, mise en scène Louis Jouvet, Comédie des Champs-Élysées
- 1931 : L'Eau fraîche de Pierre Drieu la Rochelle, mise en scène Louis Jouvet, Comédie des Champs-Élysées
- 1931 : Judith de Jean Giraudoux, mise en scène Louis Jouvet, Théâtre Pigalle
- 1932 : La Margrave d'Alfred Savoir, mise en scène Louis Jouvet, Comédie des Champs-Élysées
- 1932 : Domino de Marcel Achard, mise en scène Louis Jouvet, Comédie des Champs-Élysées
- 1937 : Le Château de cartes de Steve Passeur, mise en scène Louis Jouvet, Théâtre de l'Athénée
- 1938 : Cantique des cantiques de Jean Giraudoux, mise en scène Louis Jouvet, Comédie-Française
- 1947 : Les Bonnes de Jean Genet, mise en scène Louis Jouvet, Théâtre de l'Athénée
- 1948 : Du côté de chez Proust de Curzio Malaparte, mise en scène Pierre Fresnay, Théâtre de la Michodière
- 1948 : Auprès de ma blonde de Marcel Achard, mise en scène Pierre Fresnay, Théâtre des Célestins
- 1949 : Chéri de Colette, mise en scène Jean Wall, théâtre de la Madeleine

## Illustrations

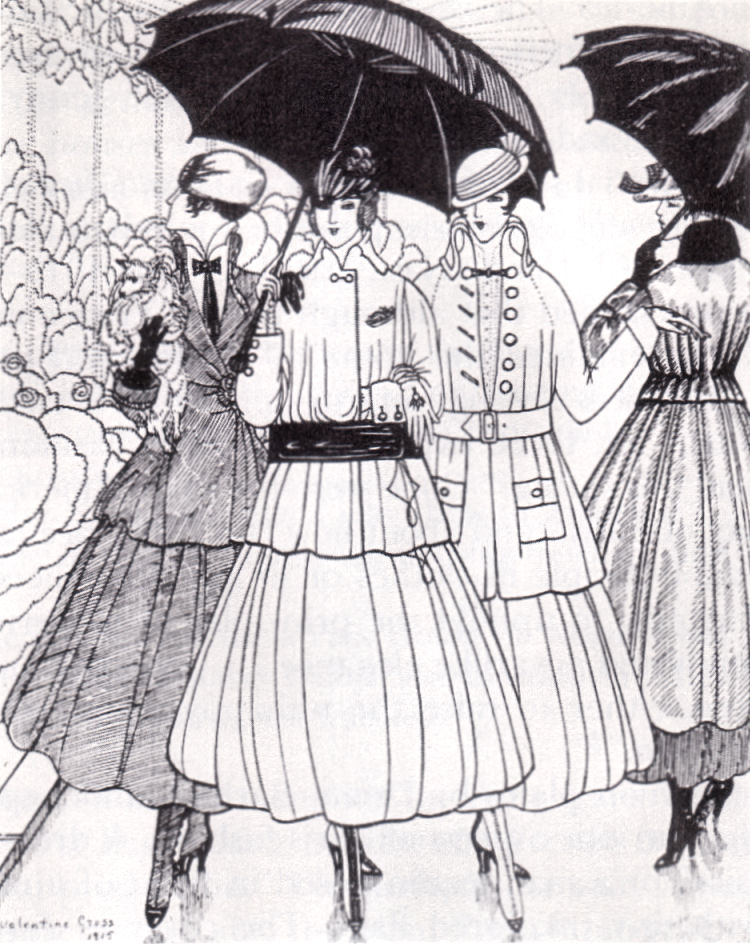
Illustrations de modèles de Jeanne Lanvin pour la Gazette du Bon Ton en 1915, dessin de Valentine Gross.
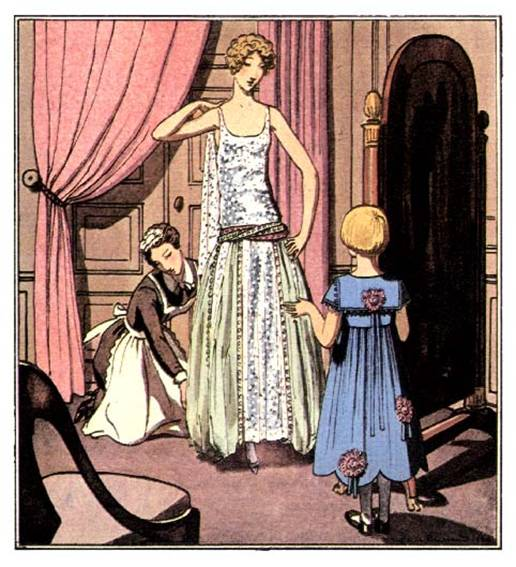
Modèle de Jeanne Lanvin dans la Gazette du Bon Ton, dessin de Pierre Brissaud (1922).

## Collection auMetropolitan Museum of Art, New York

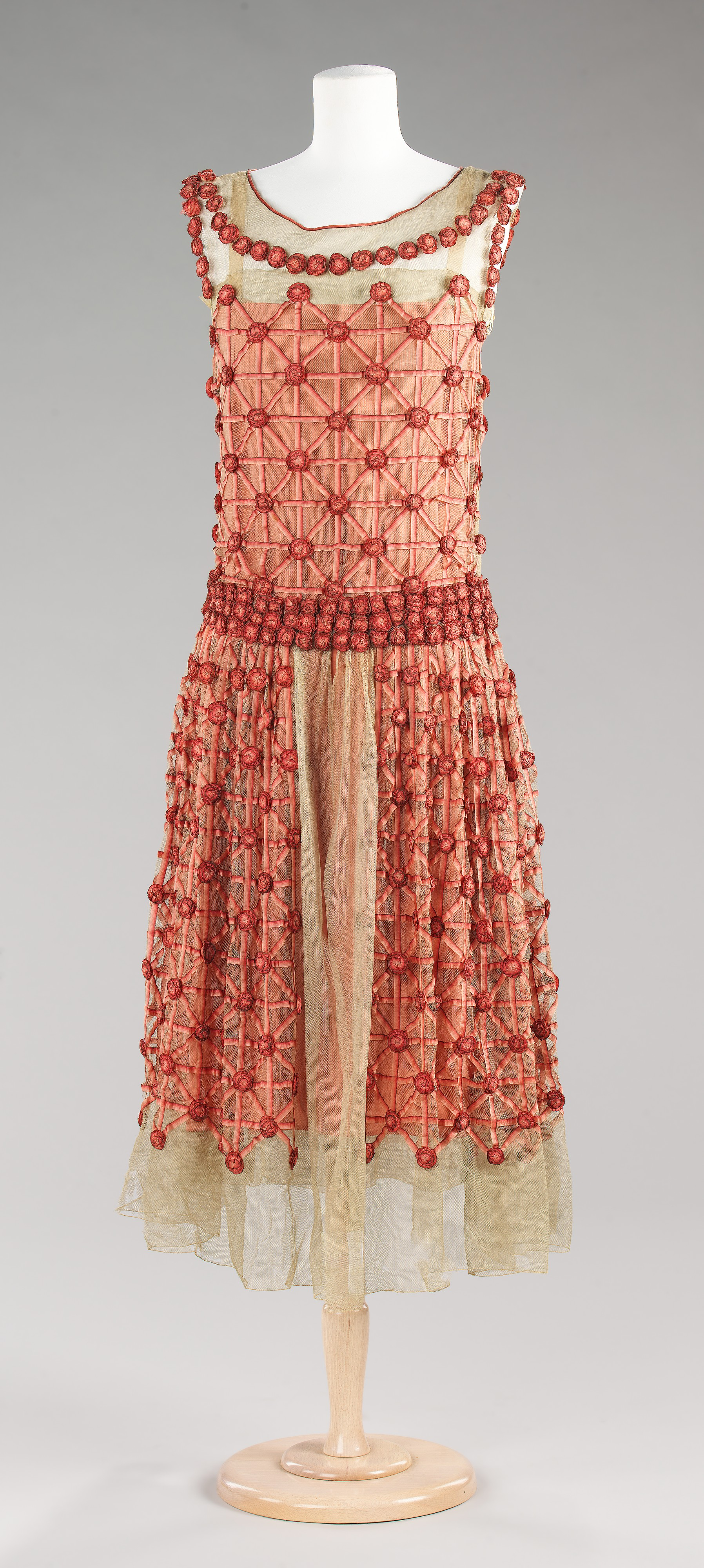
Roseraie, robe de soirée (soie), printemps/été 1923.
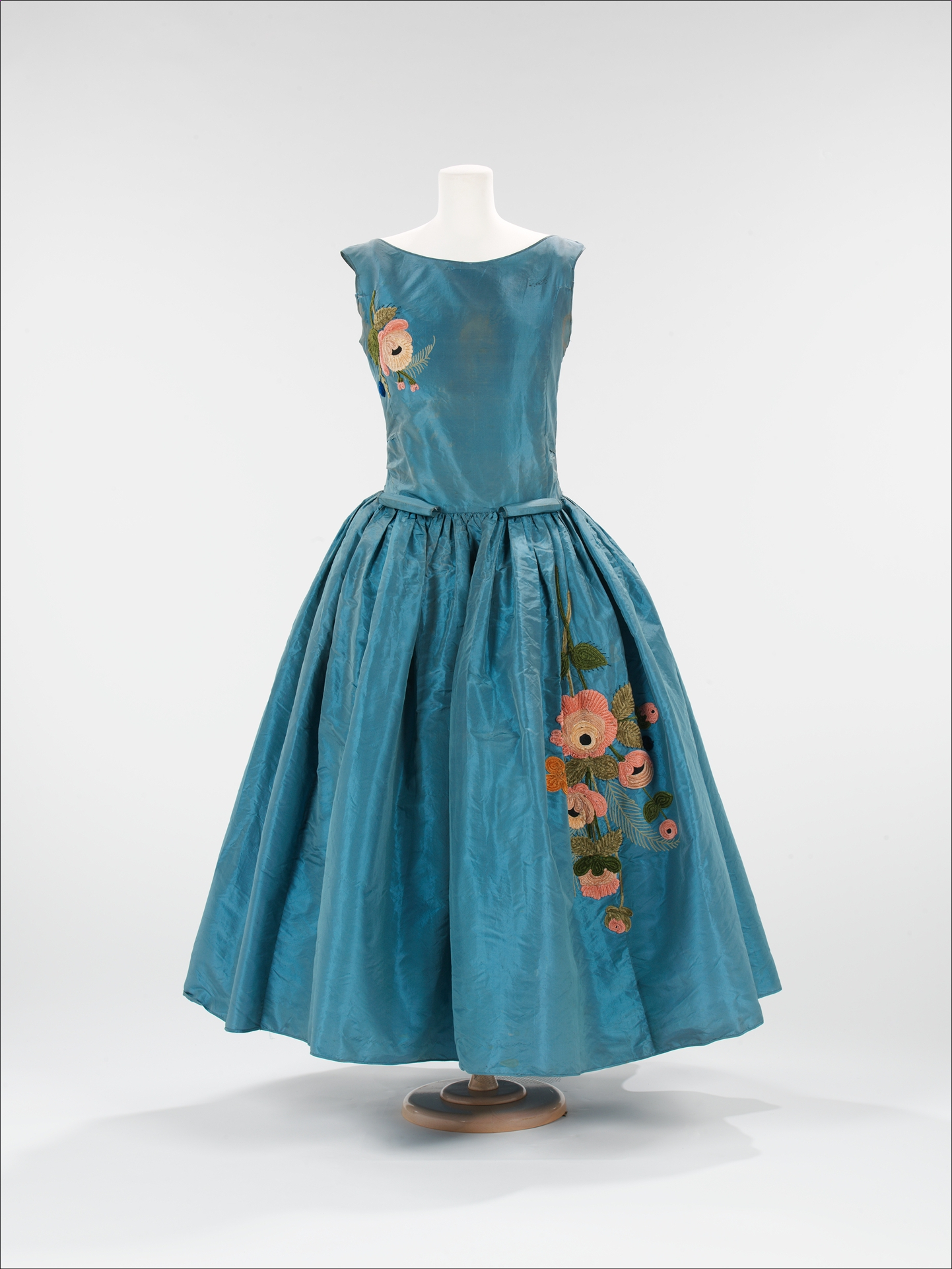
Jolibois, robe de soirée (soie), automne/hiver 1922-1923.
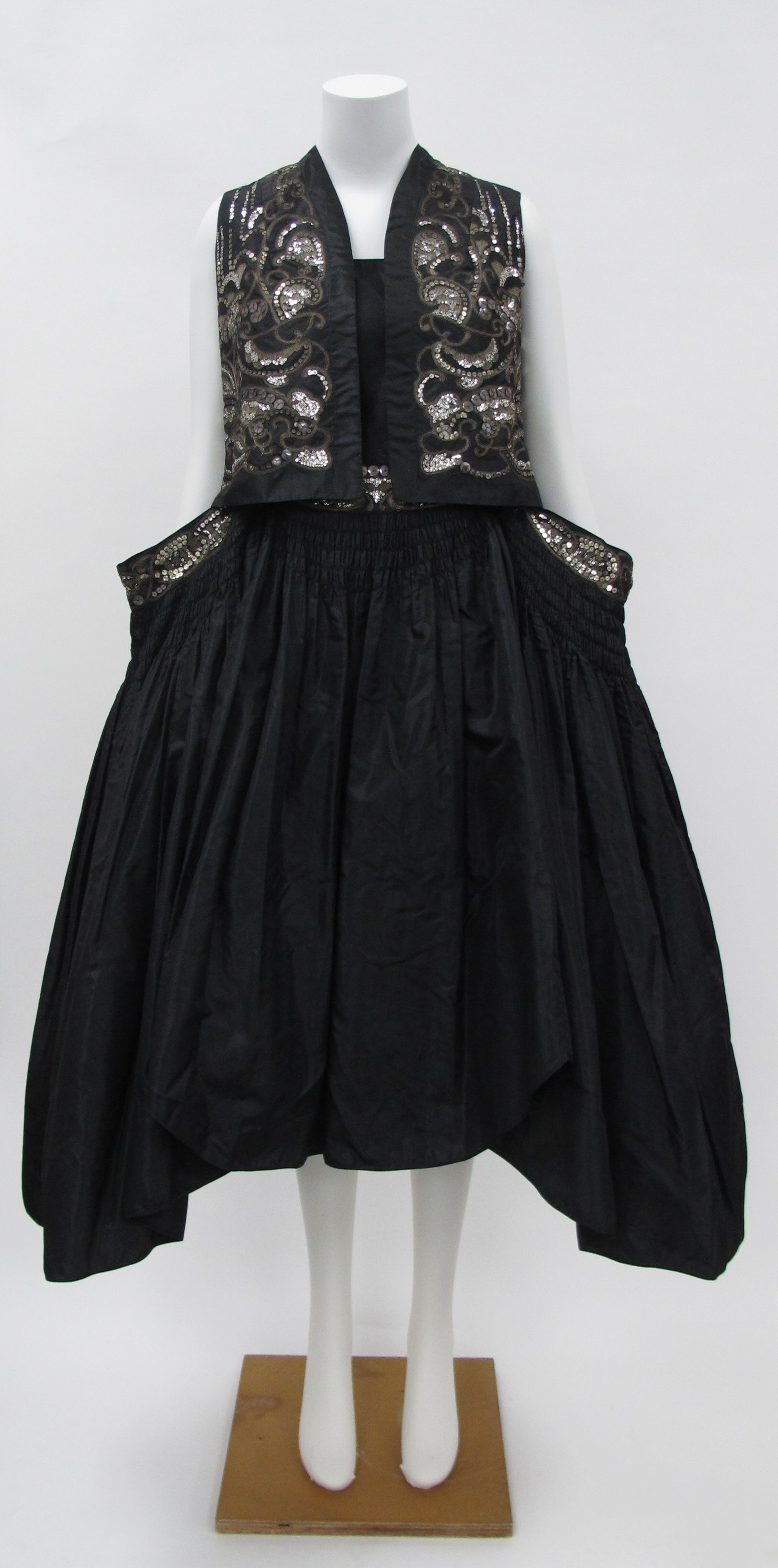
Ko.I.Noor, ensemble de soirée (soie et métal), printemps/été 1927.
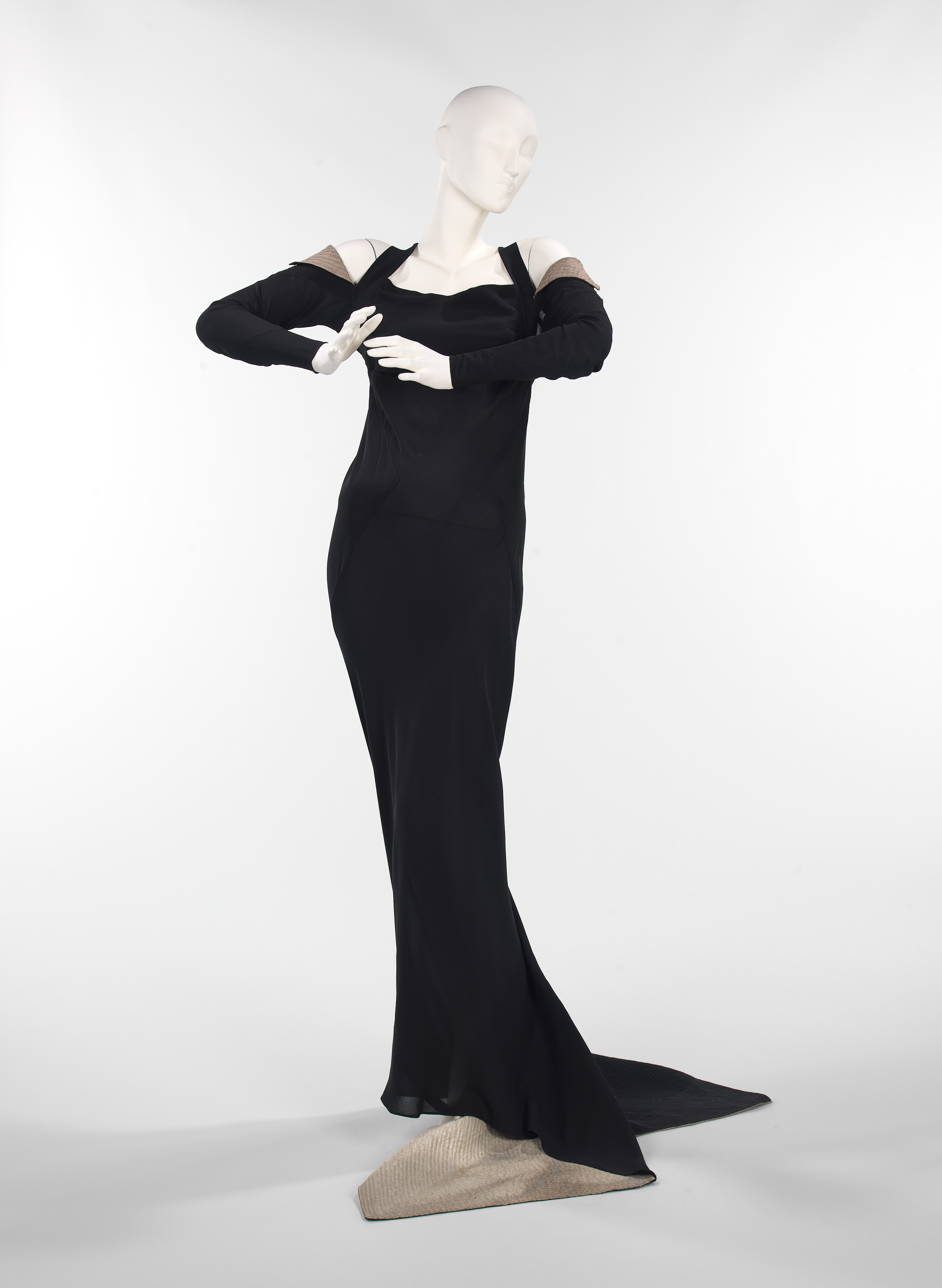
Phèdre, robe de soirée (soie et métal), automne/hiver 1933.
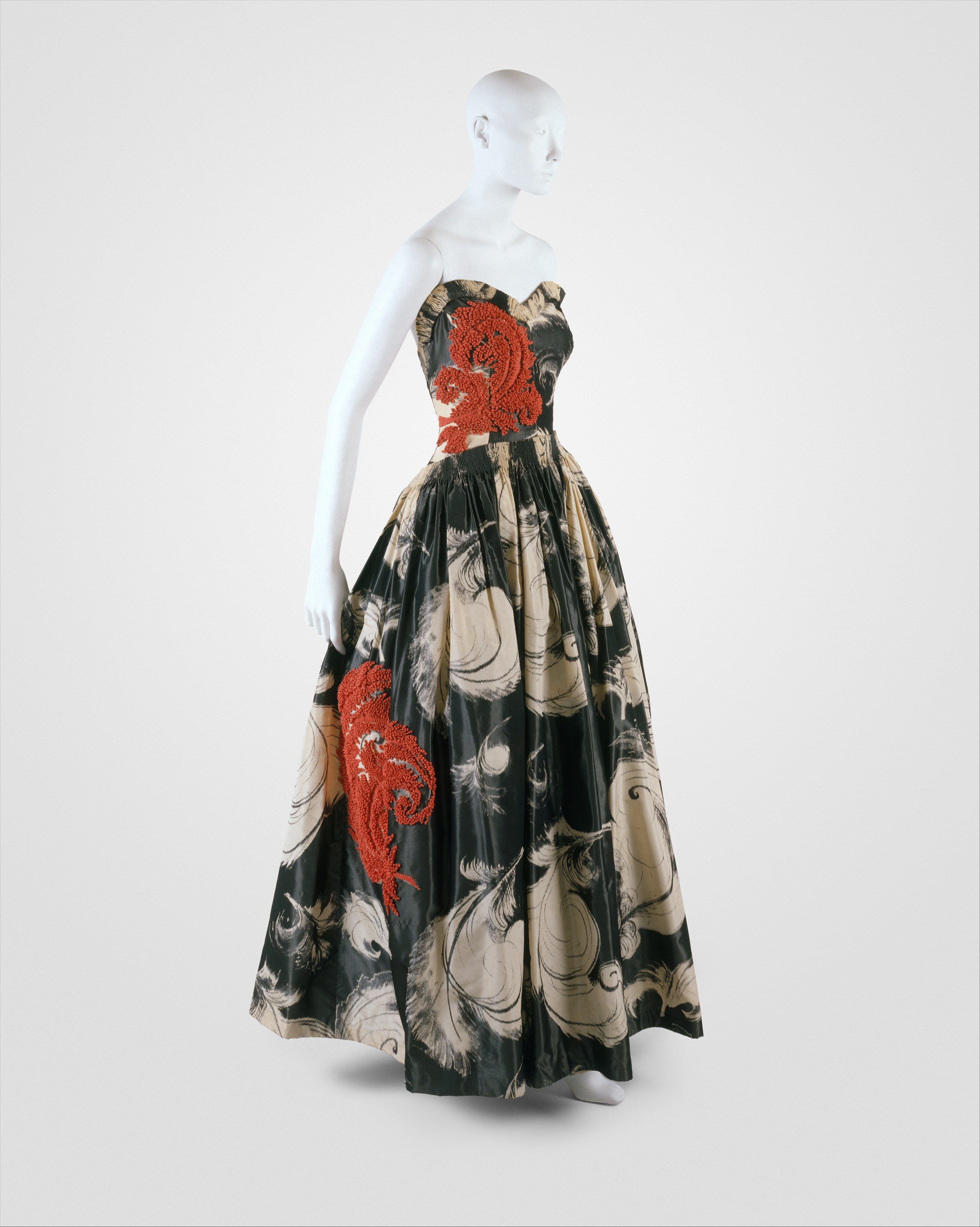
Fusée, robe de soirée (soie), 1938.

## Décoration
- Chevalier de la Légion d'honneur[15]